# The Qt Company
The Qt Company（ザ・キュート・カンパニー）は、フィンランドのエスポーに本社を置くグローバルなソフトウェア企業である。かつてはTrolltech、Qt Company、Qt Development Frameworks、Qt Softwareとして知られていた。QtはDigiaによる買収により設立されたが、後に独立した上場企業となった。
同社はQtフレームワークの開発を管理し、Qt Projectと共に運営している 。また、UIデザイン、ソフトウェア開発、品質保証およびテストのツール、組み込み向けユーセージ分析ツール、専門コンサルティングサービスを提供している。

## 沿革

### Trolltech 1994–2007
TrolltechはEirik Chambe-EngとHaavard Nordによって1994年3月4日に設立された 。彼らは1991年にQtの開発を開始し、それ以来Qtは着実に拡張され、改良された。
2002年、TrolltechはQtopiaを発表した。QtopiaはQtをベースにしたアプリケーションプラットフォームで、モバイルフォン、ポータブルメディアプレーヤー、ホームメディアなどのLinuxベースのデバイス向けに設計されている。また、医療機器や産業機器など、多くの非消費者向け製品にも使用されている。 Qtopia Phone Editionは2004年にリリースされ、彼らのGreenphone スマートフォンはこのプラットフォームに基づいている。Trolltechは2006年7月にオスロ証券取引所で新規株式公開（IPO）を完了した。

### Nokiaの一部 2008–2012
2008年1月28日、ノキアは、Trolltechを買収するための公開任意買付提案に合意したと発表した ノキアの総買収費用は約1億400万ユーロでした 。2008年6月5日、ノキアの任意買付提案がTrolltechの全株式に対して承認された。2008年6月17日までに、ノキアはTrolltechの買収を完了した。2008年9月30日、TrolltechはQt Softwareに改名され、QtopiaはQt Extendedに改名された。2009年8月11日、会社名がQt Development Frameworksに変更された。
Qt環境は、2011年にノキアがスマートフォン向けのOSをWindows Phoneに切り替えるまで、同社の戦略の重要な部分だった。

### Digiaの一部（2012年–2016年）
Nokiaは2011年3月に、Qtの商用ライセンス事業をDigiaに売却した 。翌年、DigiaはNokiaからQtの開発環境全体と関連する事業を買収しました。この買収により、DigiaはQt技術に関連するすべての機能、特に製品開発を担当することになった。買収の主な目的は、DigiaのQtエコシステム内での地位を強化し、Qt技術の利用可能性を増加しつつ、より多くのプラットフォームで拡大することだった。
2014年9月、DigiaはQtプラットフォームの開発と運営を専門とする完全子会社としてThe Qt Companyを設立した 。これに伴い、qt.ioというウェブサイトが開設され、これまで別々のアドレスで運営されていたオープンソースQt開発と商用Qt機能が統合されました。Qt製品の利用者は世界中で約80万人に達した。
2015年8月、Digia Plcの取締役会は、Digiaの国内事業とQt事業を2つの独立した上場企業に分割することを検討し始めた。

### Qt Group 2016年〜現在
2016年5月、同社はNasdaq HelsinkiにQTCOMとして上場した 2016年3月、Digia Plcの年次総会でDigiaの部分的分割が決議された 。この分割は5月1日に商業登記簿に登録された。 DigiaのQt事業はQt Groupという新会社に移管され、Digiaの国内事業部門はDigiaブランドのまま残した。DigiaのCEOであるJuha VareliusがQt GroupのCEOに任命された。Qt Group株の取引は、2016年5月にヘルシンキ証券取引所のメインリストで開始された。
2018年には、同社は5,000の顧客を抱えており、Fortune 500企業の約80%がQt Groupの顧客だった。
2020年春、同社の時価総額が5億ユーロを超えたことで、国際的な投資家の関心を集めた 。同年10月には、同社の時価総額が10億ユーロを超えた 。株価はIPO価格から700%以上上昇した 。同社の売上高は約8,000万ユーロ、利益は約1,700万ユーロだった。
2021年春までに、同社の株価は1年間で約5倍に成長し、 時価総額は20億ユーロを超えた。 4月、同社はQt GUIフレームワークに基づくアプリケーションのテスト自動化ツールを開発するドイツの企業Froglogicを買収すると発表した。 8月、同社はOMXH25指数に採用された。同社の売上高は1億2100万ユーロで、従業員数は455人だった。
2022年秋、同社はドイツに拠点を置き、ソフトウェアの品質と性能を劣化させる要因を検出する製品を提供するAxivion社を買収することを発表した。
2023年3月時点で、同社は706人の従業員を擁していた。

## 組織
Qt Groupの本社はフィンランドのヘルシンキにある。会社は世界中で約800人の社員を抱えている 。
会社のCEOはJuha Vareliusで 、彼は2008年から2016年までDigiaのCEOを務めていた。
Qt Groupはノルウェーのオスロに主要なR&D拠点を持ち、ドイツのベルリンやフィンランドのオウルには大規模なエンジニアリングチームがある。また、日本、中国、フィンランド、フランス、ドイツ、インド、ノルウェー、韓国、アメリカにもオフィスを展開している。

## 製品
会社はソフトウェア開発フレームワーク、ソフトウェア設計、開発、品質保証、テストのためのツール、そして専門的なコンサルティングサービスを提供している 。主力製品はQtで、多機能なプラットフォーム対応グラフィカルユーザーインターフェース（GUI）フレームワークであり、C++で記述されている。QtはC++を使用するアプリケーション開発者に人気があるが、他のプログラミング言語（例えばPython）のためのバインディングもサポートしている。Qtにはデータ構造やネットワーキングライブラリなどのパッケージも含まれている。人気のある無料でクロスプラットフォームなKDE Plasmaデスクトップ環境とソフトウェアコンパイルはQtライブラリを使用している。
ツールはUIデザイン、プログラミング、品質保証に使用できる、モバイルおよびデスクトップアプリケーション、また自動車、消費者電子機器、家庭用電化製品などの組み込みシステムに使用される。
Qtは、ツールで開発された製品のライセンスからも収益を上げている。
2024年には、会社の製品ポートフォリオには次のものが含まれていた：
- Qt開発フレームワークとツール
- UIデザインツール
- 品質保証とテストツール

## 市場
Qt Groupは、180カ国以上の70業界に顧客を持ち 、その製品は約150万人の開発者によって使用されている 。2018年には、最大の市場はアメリカ、ドイツ、日本、韓国、中国、フランス、イギリス、イタリア、インドであった 。会社の顧客は、消費者電子機器、自動車および航空宇宙産業、産業オートメーション、エネルギー、防衛、医療、メディアなど、幅広い業界で活動している 。その製品は、パナソニック、LGエレクトロニクス、Daimler Motoren Gesellschaft、メルセデス・ベンツ、現代自動車グループなどの企業によって使用されている。
ゼネラルモーターズは、Qtのユーザーインターフェースを使用して、車両のデジタルインターフェースを設計している。GMが車両向けに提供するオーバー・ザ・エアソフトウェアアップデートのためのUltifiソフトウェアプラットフォームは、Qtの製品を基盤としている。

## 日本での事業
日本における商号はThe Qt Company Oy（Oyは公開有限会社（Plc）のフィンランド語）であり、東京（新東京ビルヂング）にオフィスを持つ。